# 住吉神社 (豊中市若竹町)
住吉神社（すみよしじんじゃ）は大阪府豊中市若竹町に鎮座する神社。

## 祭神
- 底筒男神・中筒男神・表筒男神・息長帯比売神

## 歴史
元は天正年間（1573年～1592年）に創建された正八幡宮で、元和元年5月（1615年）、住吉大社の御分霊を勧請し、若宮と呼ばれる。
宮寺福寿院が奉仕するも、明治維新後の神仏分離で廃絶。
- 明治5年（1872年）に村社に列す。
- 明治42年（1909年）8月、神饌幣帛料供進社に指定される。
- 昭和57年（1982年）、本殿再建。

## 境内
- 八幡社　誉田別尊
- 稲荷社　宇迦之御魂神
- 水分社　罔象女神
- 薬租社　少彦名命　大阪道修町・少彦名神社より勧請。

## 交通アクセス
- 北大阪急行電鉄南北線緑地公園駅より西南へ、徒歩15分。

## 外部サイト
- 住吉神社公式サイト